# Stactobia kudung
Stactobia kudung is een schietmot uit de familie Hydroptilidae. De soort komt voor in het Oriëntaals gebied.